# Longay
Longay är en ö i Storbritannien.   Den ligger i kommunen Highland och riksdelen Skottland, i den nordvästra delen av landet, 700 km nordväst om huvudstaden London. Arean är 0,69 kvadratkilometer.
Terrängen på Longay är platt. Öns högsta punkt är 58 meter över havet. Den sträcker sig 1,2 kilometer i nord-sydlig riktning, och 0,9 kilometer i öst-västlig riktning.